# Robert Englaro
Robert Englaro, né le 28 août 1969 à Novo mesto en Yougoslavie (auj. en Slovénie), est un footballeur international slovène, qui évoluait au poste de défenseur central.

## Biographie
Englaro porte les maillots de l'Olimpija Ljubljana, du Foggia Calcio, de l'Atalanta Bergame et du NK Ljubljana. 
Il honore trente-six sélections avec l'équipe de Slovénie entre 1992 et 1999, sans marquer aucun but.

## Carrière
- 1988-1996 : Olimpija Ljubljana
- 1996-1997 : Foggia Calcio
- 1997-2000 : Atalanta Bergame
- 2001-2002 : NK Ljubljana

## Palmarès

### En équipe nationale
- 36 sélections et 0 but avec l'équipe de Slovénie entre 1992 et 1999

### Avec l'Olimpija Ljubljana
- Vainqueur du Championnat de Slovénie en 1992, 1993, 1994 et 1995
- Vainqueur de la Coupe de Slovénie en 1993 et 1996
- Vainqueur de la Supercoupe de Slovénie en 1995